# 山本勝一
山本 勝一（やまもと まさかず、1928年（昭和3年）- 2022年 (令和4年) 3月9日）は観世流能楽師。公益財団法人山本能楽会（山本能楽堂）会長。

## 略歴・人物
大阪府出身、1943年（昭和18年）大阪府立高津中学校（旧制。現・大阪府立高津高等学校）卒業。1945年（旧制）関西大学予科卒業。
山本家は信州山本城主の諏訪盛重に起源を持ち、元禄時代に京都烏丸三条の五大両替商（大名貸）の一つ「伊勢屋」として栄えており、明治時代「伊弥太（貯蓄）銀行」として祖父の九代目弥太郎が経営していた。父の山本博之は大正時代に二十四世観世宗家（観世元滋）に入門、昭和初期に山本能楽堂（大阪市中央区）を建てるなど、能楽の大阪での普及に貢献した人物。旧制中学の時代より観世流山本職分家の当主として能の研鑽に努め、博之の跡を継ぎ、観世流の関西における重鎮となった。
2022年 (令和4年) 3月9日、老衰のため死去。96歳没。

## 受賞など
- 重要無形文化財「能楽」保持者に認定（総合認定）
- 大阪市市民文化功労者表彰
- 1995年（平成7年）「姨捨」が高い評価を受け、大阪文化祭賞（金賞）

## 関連記事
- 山本能楽堂
- 山本順之 - 弟で観世流能楽師。「銕仙会」理事